# Karczewski
Karczewski (Poraj odmienny I, Rosa, Różyc) – polski herb szlachecki z nobilitacji, odmiana herbu Poraj.

## Opis herbu
Opis zgodnie z klasycznymi regułami blazonowania:
W polu czerwonym - róża srebrna pięciolistna.
Klejnot: sokół, z płomieni wychodzący.

## Najwcześniejsze wzmianki
Nobilitacja Macieja Szczudlika Karczewskiego z 14 września 1579.

## Herbowni
Karczewski, Szczudlik.